# Forever Blue
Forever Blue (Por siempre fiel) es el undécimo disco de la carrera de Blue System. Es editado en 1995 bajo el sello BMG Ariola y producido por Dieter Bohlen. El álbum contiene 11 nuevos temas.

## Créditos
- Música: Dieter Bohlen
- Letra: Dieter Bohlen
- Arreglos: Dieter Bohlen
- Producción: Dieter Bohlen
- Grabación: Jeopark by Jeo y T. Brötzmann
- Teclados: T. Brötzmann y Werner Becker
- Distribución: BMG Records
- Diseño: Ariola Werkstadt
- Fotografía: Kramer y Giogoli

## Lista de canciones
| #   | Título                                     | Tiempo |
| --- | ------------------------------------------ | ------ |
| 1.  | "Laila" (Dieter Bohlen)                    | 3:27   |
| 2.  | "I Wanna Smile" (Dieter Bohlen)            | 3:54   |
| 3.  | "Baby Jealousy" (Dieter Bohlen)            | 3:44   |
| 4.  | "Taxi Girl" (Dieter Bohlen)                | 3:57   |
| 5.  | "All What I Need" (Dieter Bohlen)          | 3:44   |
| 6.  | "Marvin's Song" (Dieter Bohlen)            | 3:41   |
| 7.  | "Love Is Not A Tragedy" (Dieter Bohlen)    | 3:32   |
| 8.  | "Here I Go Again" (Dieter Bohlen)          | 3:25   |
| 9.  | "Une chambre pour la nuit" (Dieter Bohlen) | 3:23   |
| 10. | "It's Ecstasy" (Dieter Bohlen)             | 3:35   |
| 11. | "It's More" (Dieter Bohlen)                | 4:15   |

## Posicionamiento
| Listas (1995)         | Máxima Posición |
| --------------------- | --------------- |
| Alemania albums chart | 18              |
| Hungría albums chart  | 32              |

- Datos: Q3034811